# Mena (nome)
Mena  è un nome proprio di persona italiano maschile e femminile.

## Origine e diffusione
Il nome maschile e quello femminile hanno origini differenti:
- Il femminile era portato da Mena, la dea romana che regolava il flusso mestruale nelle donne; alcune fonti attestano un nome "Mena" femminile di origine greca, passato in latino come Menas, con il possibile significato di "Luna" o di "mese"[1]. Ad oggi, tuttavia, occorrenze del nome femminile "Mena" sono dovute, soprattutto nel Sud Italia[2], ad abbreviazioni di nomi quali Filomena[3] o Domenica; con questa derivazione, il nome conta alcune forme alterate come "Menina", "Menuccia", e maschili, "Meno" o "Menuccio". In inglese, "Mena" può anche risultare come variante del nome Mina[4][5].
- Al maschile, ormai desueto, è il nome di un antico santo eremita, Mena d'Egitto, e di altre figure storiche e della tradizione cristiana. In questo frangente, il nome conta alcune varianti come "Menna" e "Mina" (sempre maschili), adattate dalle forme latine Menas, Mennas e Minas. L'origine è dibattuta; alcune fonti rimandano al greco[1][6], come ipocoristico di nomi contenenti l'elemento μενος (menos, "forza"), come Menemaco, Menecrate[6], Filomena e Menelao; in tal senso, il significato attribuitogli da alcune fonti è "forzuto"[7]. È altresì possibile un'origine semitica, ipotesi rafforzata dalla variante "Menna", che appare nel Vangelo di Luca (3:31[8]) nella genealogia di Gesù[6]; in tal caso potrebbe significare "uomo nato con la luna nuova"[6], mentre alcune fonti lo riconducono al nome ebraico Menahem[9].

## Onomastico
A seconda dei casi, l'onomastico si può festeggiare lo stesso giorno dei nomi di cui costituisce un'abbreviazione, oppure in memoria di uno di questi santi:
- 12 aprile, san Mena, monaco e martire con i santi Davide e Giovanni[6]
- 25 agosto, san Mena di Costantinopoli, patriarca[6][10]
- 3 ottobre, santa Menna o Manna, vergine e religiosa presso Poussay[11][12]
- 11 novembre, san Mena d'Egitto, soldato, eremita e martire sotto Diocleziano e Massimiano[6][13][14], da cui prende il nome la città di Abu Mena
- 11 novembre, san Menna del Sannio, originario di Vitulano, da cui prende il nome il paese di Santomenna[6][15][16]
- 10 dicembre, san Menna, martire con i santi Eugrafo ed Ermogene ad Alessandria d'Egitto[6][7][17][18].

## Persone

### Femminile
- Mena Suvari, attrice e modella statunitense

### Maschile
- Menna, vescovo cattolico italiano
- Mena di Costantinopoli, arcivescovo e santo bizantino
- Mena d'Egitto, eremita e santo egiziano
- Mena Massoud, attore egiziano naturalizzato canadese

## Il nome nelle arti
- Mena Malavoglia è un personaggio del romanzo di Giovanni Verga I Malavoglia.